# 裕木奈江
裕木 奈江（ゆうき なえ、1970年〈昭和45年〉5月12日 - ）は、日本の女優、歌手。
神奈川県横浜市瀬谷区出身。テックスエージェンシー所属。海外ではNAE名義で活動する。

## 略歴
1987年9月から1988年5月まで伊藤正次演劇研究所にて研究生として学んだ後、東京アクターズスタジオの第1期生となる。
1988年公開の映画『ソウル・ミュージック ラバーズ・オンリー』に本名の田沢 奈江名義で出演する。1990年公開の『曖・昧・Me』に主演する。裕木 奈江の芸名は作家の五木寛之が付けた。
1990年代にテレビドラマ・CM・歌番組などのテレビ番組に出演し、JRAのCMで高倉健と共演、フジテレビ系連続ドラマ『ウーマンドリーム』（1992年）の挿入歌「泣いてないってば」以後8枚のアルバムを発売、ニッポン放送の深夜番組『裕木奈江のオールナイトニッポン』のパーソナリティ、などでアイドルとして人気を博す。
1992年放送のフジテレビ系スペシャルドラマ『北の国から'92巣立ち』で、黒板純（吉岡秀隆）の恋人である松田タマコとして、純の子を妊娠して中絶する役を演ずる。1993年放送の日本テレビ系連続ドラマ『ポケベルが鳴らなくて』で、緒形拳が演ずる友人の父と不倫に陥り家庭を壊す役を演ずる。これら女性から共感を得難い役柄を自然体で演じ、ドラマ制作に関連するトラブルを契機に、「ぶりっ子」「嫌いな女優No.1」などと女性雑誌から“女性の敵”などと激しくバッシングされる。この騒動についてのちに「忙しかったので、バッシングを気にしている暇がなかった」「3 - 4時間ほどしか毎日寝る時間がなく、後から騒動を知ったほどだった」と語る。
1997年に所属事務所「IMADOKI」が倒産して「コムスシフト」へ移籍すると、アイドル業から退いて女優業を推め、20代半ばからテレビ・ラジオ進出以前からの古巣であった映画界や舞台を中心に活動する。
1999年の写真集『UNRELEASED FILMS』で初めてオールヌードを披露し、2001年公開の映画『光の雨』で永田洋子をモデルとする冷酷非情な新左翼幹部を「劇中劇」で演ずる。
2018年3月12日にYouTubeチャンネルを開設し、開設理由として「飛行機待ちの時間が6時間あるのでYouTubeチャンネルを作りました。TwitterやInstagramにたまにあげているビデオをまずは移植しようかと思っております。ふふふ。」と語る。
2018年10月24日に目黒BLUES ALLEY JAPANで「裕木奈江30周年記念ONE NIGHT LIVE with 吉川忠英・斎藤ネコ」開催し、「たなばた」（詞／曲 村下孝蔵、アルバム『森の時間』収録）などを披露した。ライブ告知ポスターに「from L.A.」と記す。

### 海外進出
2004年9月から1年間、文化庁の新進芸術家海外研修制度を利用して在外研修生としてギリシャに国費留学し、英語と演劇を学ぶ。当時の海外留学ブームを背景に、芸能界しか知らない人生の世界を広げたいと同制度に応募し、演劇の起源であるギリシャ劇に興味があったことから留学先にギリシャを選び、英語の講義や米国からの留学生とドミトリーで生活して語学力の向上を図る。
2006年4月にクリント・イーストウッドが監督する映画『硫黄島からの手紙』にNAE名義で出演する。以降ハリウッド映画出演時はNAE名義を使用し、同年7月に日本の舞台『無頼の女房』で作家坂口安吾の妻役を演ずる。
2007年にデヴィッド・リンチが監督する映画『インランド・エンパイア』に出演し、同年アイスランド映画『レイキャヴィク・ホエール・ウォッチング・マサカー』に日本人メイド役で出演する。
2017年 デヴィッド・リンチが脚本と監督を担う海外ドラマ『ツイン・ピークス The Return』にアジア人で唯一デヴィッド・リンチ監督から直接キャスティングされる。アメリカSHOWTIMEで5月21日から9月3日まで、日本はWOWOWで7月22日から放送する。

### 私生活
1999年に11歳年上のヘアメイクアーティストと結婚して米国ロサンゼルスへ移住して2009年1月に離婚した。

## 人物・エピソード
横浜市立三ツ境小学校 → 横浜市立原中学校 → 神奈川県立都岡高等学校卒業。
『インランド・エンパイア』で当初ライブハウスのエキストラ役として出演予定だったが、リンチ監督が気に入り台詞付きのストリートパーソン2を演じた。
大のラジオ好き。
かつて『ファイアーエムブレム 紋章の謎』のCMイメージキャラクターとして起用された。ゲームを好み『ファイアーエムブレム』を最も好むと雑誌で語ったことが契機になる。後日、小学館の『任天堂公式ガイドブック ファイアーエムブレム紋章の謎』のインタビューで「オグマ」が好きであると語った。
2019年2月にTwitterで

"60歳になった時に環境が整っていたら、どっかで余っちゃった子供を引き取って面倒をみたいと思う。私がそうしてもらったので、そういう育ち方のポジティブ面をあげられる。私を育てた祖母も養女だった。余ったもの同士が助け合えばいい。"—裕木奈江
と語る。

## 出演

### 映画

#### 日本映画
- ソウル・ミュージック ラバーズ・オンリー（1988年）
- ヤング・ジャパン 〜開港風雲録〜（1989年）
- 彫刻の光と影（1989年）
- 曖・昧・Me（1990年）- 主演・阿久津薫子 役
- ふたりだけのアイランド（1991年）
- あさってDANCE（1991年） - 深川深雪 役
- 雪のコンチェルト（1991年）
- 獅子王たちの最后（1993年）
- 学校（1993年） - みどり 役
- 蛍II 〜赤い傷痕〜（1995年）
- 日本一短い『母』への手紙（1995年）
- サラリーマン専科（1995年）
- ロンリー・プラネット（1996年）
- アートフル・ドヂャース（1998年）
- カンゾー先生（1998年）
- 時雨の記（1998年）
- おしまいの日。（2000年） - 坂田三津子 役
- 極道の妻たち〜リベンジ〜（2000年）
- 光の雨（2001年） - 上杉和枝 役
- ピカレスク 人間失格（2002年）
- ULTRAMAN（2004年） - 真木蓉子 役
- セイジ -陸の魚-（2012年） - 翔子 役

#### 海外映画
- 硫黄島からの手紙（2006年、アメリカ） - 花子 役
- インランド・エンパイア（2006年、アメリカ・ポーランド合作）
- Spicy Mac Project（2009年、アメリカ）
- White on Rice（2009年、アメリカ）
- レイキャヴィク・ホエール・ウォッチング・マサカー Reykjavik Whale Watching Massacre（2009年、アイスランド、日本公開は2011年） - エンドウ 役

### テレビドラマ

#### 国内ドラマ
- 東京ストーリーズ 第2話「少女Aより愛をこめて」（1990年8月6日、フジテレビ）
- ふぞろいの林檎たちIII（1991年1月11日 - 3月22日、TBS） - 松村姫 役
- 世にも奇妙な物語「極楽鳥花」（1991年2月21日、フジテレビ）
- ラブストーリーは突然に 第3話「卒業」（1991年3月25日、フジテレビ）
- 映画みたいな恋したい「マンハッタン物語」（1991年5月18日、テレビ東京）
- 北の国から'92巣立ち（1992年5月22日 - 23日、フジテレビ） - 松田タマコ 役
- 逃亡者 第1話（1992年7月1日、フジテレビ）
- ネオドラマ「BECAUSE I LOVE YOU」（1992年8月3日 - 6日、テレビ朝日）
- ウーマンドリーム（1992年10月5日 - 12月21日、関西テレビ・フジテレビ系） - 朝倉利奈 役
- ネオドラマ「ひとりっ娘」（1993年1月25日 - 28日、テレビ朝日）
- OLたちのざけんなヨ!! 第2話「満員電車通勤地獄」（1993年4月23日、フジテレビ）
- ポケベルが鳴らなくて（1993年7月3日 - 9月25日、日本テレビ） - 保坂育未 役
- 陽のあたる場所（1994年1月13日 - 3月24日、フジテレビ） - 三杉みちる 役
- くろしおの恋人たち（1994年10月17日 - 11月10日、NHK）- 吉野桃子 役
- 領収書物語3・愛 第2話「捨てられぬ思い」（1994年12月26日、関西テレビ・フジテレビ系）
- うちの母ですが…（1995年4月20日 - 6月22日、テレビ朝日） - 花咲早弓 役
- 新・半七捕物帳 最終回（1997年8月1日、NHK）
- おじいさんの台所（1997年9月29日、テレビ東京） - さおり 役
- 多重人格探偵サイコ（2000年5月2日 - 7日、WOWOW） - 田辺友代 役
- バブル（2001年1月5日 - 3月9日、NHK） - 宮野マリア 役
- 告別（2001年2月24日、BS-i）
- 青き復讐の花（2002年6月22日、NHK BS2）
- ちょっと待って、神様（2004年1月5日 - 2月5日、NHK） - 原田ゆかり 役
- 理由（2004年4月29日、WOWOW） - イーストタワーの住人 B子 役
- FINAL CUT（2018年1月9日 - 3月13日 、関西テレビ・フジテレビ系） - 早川恭子 役[18]

#### 海外ドラマ
- ツイン・ピークス The Return（2017年5月21日、アメリカ・Showtime / 2017年7月22日、WOWOW） - 内道 役

### 舞台
- 裕木奈江モノローグ・ステージ Vol.1 「女優誕生」（1991年4月22日 - 23日、銀座小劇場）
- 平安建都1200年・京都祭り 平安夢幻譚〜「時空の舞姫」（1994年11月6日）
- ミュージカル「二人でお茶を」（1995年2月9日 - 27日、博品館劇場）
- アリゲーター・ダンス2（1997年、THEATER TOPS）
- 8人で探す「リア王」（1999年5月6日 - 6月30日、サンシャイン劇場）
- ジンジャーブレッド・レディー（2000年9月6日 - 24日・2001年7月、博品館劇場）
- 若草物語（2002年、世田谷パブリックシアター）
- AMERIKA（2003年3月1日 - 16日、シアタートラム）
- ポッシブル・ワールド（2003年7月31日 - 8月17日、ザ・スズナリ）
- 二人芝居 + 二本立て『二等辺三角形』『蜜の味』（2003年11月7日 - 9日、ザムザ阿佐ヶ谷）
- てのひらのこびと（2004年5月11日 - 27日、新国立劇場）
- 無頼の女房（2006年7月13日 - 19日、THEATER TOPS）

### ラジオドラマ
- 夜に風を砕け（1993年1月30日）
- 夢 あしたの思い出 あるいは…（1994年6月24日 - 27日）

### CM
- 中部電力（1988年 - 1989年）
- 岐阜養蜂（1990年 - 1991年）
- 読売新聞（1990年）
- ハウス食品（1992年 - 1994年）
- 日本中央競馬会（JRA）（1992年 - 1993年）
- カネボウ（1993年 - 1994年）
- 福島県（1993年）
- 任天堂（1993年 - 1994年）
- ヤマト運輸（1993年 - 1998年）
- キリンビール（1994年 - 1995年）
- 味の素（1999年）
- セキスイハイム（2002年）

### ラジオ
- 裕木奈江のオールナイトニッポン（1992年10月21日 - 1993年9月29日）
- 裕木奈江の手のひらに乗って!（1993年10月10日 - 1994年4月3日）
- 裕木奈江のシチュータイム（1993年10月11日 - 1995年3月）
- YOKOHAMA City Radio（1995年4月3日 - 1997年3月30日）
- 明日になれば（1995年4月28日 - 1996年3月25日）
- スーパーファミコンアワー 裕木奈江のGE-MUの壷（1996年3月31日 - 1997年3月30日）

### OVA
- マーガレットVIDEO「POPS」R.Ikuemi（1993年） - 原田薬子 役（声）
  - マーガレット VIDEOシリーズの第3弾で、いくえみ綾原作「POPS」のアニメーション作品[19]。

### ゲーム
- BS スーパーマリオコレクション（ナレーター）

## ディスコグラフィ

### シングル
| ＃           | 発売日         | No.         | タイトル               | 作詞                   | 作曲                   | 編曲        | 規格品番    | 順位        |
| Continental  | Continental    | Continental | Continental            | Continental            | Continental            | Continental | Continental | Continental |
| ------------ | -------------- | ----------- | ---------------------- | ---------------------- | ---------------------- | ----------- | ----------- | ----------- |
| 1st          | 1990年2月21日  | 1           | 硝子のピノキオ         | HAKO                   | HAKO                   | 森一美      | CARC-31     | -           |
| 1st          | 1990年2月21日  | 2           | I My Me                | HAKO                   | HAKO                   | 森一美      | CARC-31     | -           |
| Sony Records |                |             |                        |                        |                        |             |             |             |
| 2nd          | 1992年11月21日 | 1           | 泣いてないってば       | 秋元康                 | 筒美京平               | 萩田光雄    | SRDL-3588   | 21          |
| 2nd          | 1992年11月21日 | 2           | 見上げてごらん夜の星を | 永六輔                 | いずみたく             | 萩田光雄    | SRDL-3588   | 21          |
| 3rd          | 1993年3月21日  | 1           | 拗ねてごめん           | 秋元康                 | 筒美京平               | 萩田光雄    | SRDL-3630   | 23          |
| 3rd          | 1993年3月21日  | 2           | いつでも               | 秋元康                 | 筒美京平               | 萩田光雄    | SRDL-3630   | 23          |
| 4th          | 1993年7月28日  | 1           | この空が味方なら       | 秋元康                 | 村下孝蔵               | 萩田光雄    | SRDL-3696   | 14          |
| 4th          | 1993年7月28日  | 2           | りんごでもいっしょに   | 村下孝蔵               | 村下孝蔵               | 萩田光雄    | SRDL-3696   | 14          |
| 5th          | 1993年11月21日 | 1           | 冬の東京               | 田口俊                 | 山崎ハコ               | 萩田光雄    | SRDL-3769   | 50          |
| 5th          | 1993年11月21日 | 2           | 栞                     | 裕木奈江               | TARACO                 | 萩田光雄    | SRDL-3769   | 50          |
| 6th          | 1994年4月21日  | 1           | わすれな草             | 松本隆                 | 筒美京平               | 萩田光雄    | SRDL-3817   | 36          |
| 6th          | 1994年4月21日  | 2           | 裏返しのジェラシー     | 松本隆                 | 筒美京平               | 萩田光雄    | SRDL-3817   | 36          |
| 7th          | 1994年10月1日  | 1           | 空気みたいに愛してる   | 松本隆                 | 細野晴臣               | 大村雅朗    | SRDL-3903   | 46          |
| 7th          | 1994年10月1日  | 2           | すっぴん               | 松本隆                 | 細野晴臣               | 大村雅朗    | SRDL-3903   | 46          |
| 8th          | 1994年10月21日 | 1           | あの人に似ている       | さだまさし、中島みゆき | さだまさし、中島みゆき | 渡辺俊幸    | SRDL-3943   | 49          |
| 8th          | 1994年10月21日 | 2           | 各駅停車               | たきのえいじ           | 宇崎竜童               | 丸尾めぐみ  | SRDL-3943   | 49          |
| 9th          | 1995年5月21日  | 1           | あいつの瞳             | 岸恭子                 | 水野雅夫               | 萩田光雄    | SRDL-3997   | 90          |
| 9th          | 1995年5月21日  | 2           | 雨の日のイントロ       | 伊勢正三               | 伊勢正三               | 萩田光雄    | SRDL-3997   | 90          |

### アルバム
| ＃           | 発売日         | タイトル                                                   | 順位         | 規格         | 規格品番     |
| Sony Records | Sony Records   | Sony Records                                               | Sony Records | Sony Records | Sony Records |
| ------------ | -------------- | ---------------------------------------------------------- | ------------ | ------------ | ------------ |
| 1st          | 1993年1月21日  | a Leaf                                                     | 10           | CD           | SRCL-2559    |
| 2nd          | 1993年4月1日   | 森の時間                                                   | 6            | CD           | SRCL-2589    |
| 3rd          | 1993年12月12日 | 旬                                                         | 32           | CD           | SRCL 2812    |
| 4th          | 1994年3月21日  | evergreen〜Best Selection カバー曲を含む初のベストアルバム | 31           | CD           | SRCL 2849    |
| 5th          | 1994年7月1日   | 素描（デッサン）                                           | 38           | CD           | SRCL 2935    |
| 6th          | 1994年11月2日  | 水の精                                                     | 46           | CD           | SRCL 3027    |
| 7th          | 1995年12月21日 | ALAMODE                                                    | 85           | CD           | SRCL 3425    |

### 企画アルバム
- 裕木奈江のシネマ弁当（1994年1月21日） - 裕木自ら選曲、解説、ジャケットのイラストなどを手がけた映画音楽集。演奏はロイヤル・フィルハーモニー管弦楽団。
- 「私」であるための憲法前文（2004年） - ナレーター

### その他
- 「泣いてないってば ~ソングブックスペシャルヴァージョン~」　－　アルバム「ウーマンドリーム ドラマ・ソングブック」収録。（1992年）
- 「星めぐりの歌」　－　アルバム「宮沢賢治・メンタル・サウンド・スケッチ~星めぐりの歌」収録。（1993年）
- 「花と小父さん」　－　アルバム「植木等的音楽」収録。植木等とのデュエット。（1995年）

### ビデオ
- 森の時間 "a Tree"（1993年9月22日）
- 不思議 Concert Tour 1994 Nae Yuuki（1994年7月21日）
- 平安夢幻譚「時空の舞姫」（1995年2月27日）

## 書籍

### 著書
- Pola／蒼い涙（1994年7月21日）
- 裕木奈江のいいとこみっけ! （1994年11月30日）
- 天国の地下1階（1995年12月15日）

### 写真集
- La petite escapade de Nae もう一人の私に逢いたくて…（1994年7月21日）
- UNRELEASED FILMS（1999年1月25日）
- Go Go Heavenの勇気（銀色夏生・初版1988年7月25日発行　デビュー前）